# Заболотний Данило Кирилович
Дани́ло Кири́лович Заболо́тний (16 (28) грудня 1866, Чоботарка Ольгопільського повіту Подільської губернії (нині — Заболотне Крижопільського району Вінницької області) — 15 грудня 1929, Київ, Українська СРР) — український мікробіолог, епідеміолог, Президент ВУАН (1928–1929 роки), засновник Інституту мікробіології та епідеміології в Києві.

## Біографія

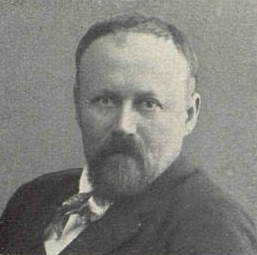
Данило Заболотний

Народився у селі Чоботарка (нині — Заболотне) Подільської губернії в селянській родині: батько був хліборобом, мати — дочкою сільського писаря.
У 1877 році після смерті батька Данило переїхав до дядька в Ростов-на-Дону, де навчався у Нахічеванській гімназії.
У 1880 році Данило Заболотний переїхав до іншого дядька, В. М. Сауляка, в Одесу, де вступив до Рішельєвської гімназії.
У 1885 році Данило вступив на природниче відділення фізико-математичного факультету Новоросійського університету (нині — Одеський національний університет імені І. І. Мечникова) в Одесі, з якого у 1889 році був виключений за участь у студентській сходці й заарештований. Згодом був звільнений за станом здоров'я.
Упродовж 1889–1891 років працював на Одеській бактеріологічній станції помічником у директора Якова Бардаха. У цей час був учасником літературного гуртка «Плеяда».
У 1891 році за підтримки кількох професорів Заболотному було дозволено скласти екстерном державні іспити в університеті на ступінь магістра природничих наук. Після цього він вступив на третій курс медичного факультету Київського університету Святого Володимира.
Після завершення навчання вирушив на роботу до Кам'янця-Подільського.
Цього ж року він одружився з Людмилою Владиславівною Радецькою. У весільну подорож молодята відбули до рідної Чоботарки.
У 1894–1895 роках брав участь у боротьбі з епідемією холери та дифтерії в Подільській губернії.
У 1895–1897 роках — лікар, начальник відділення інфекційних хвороб Київського окружного військового шпиталю. У 1898 році на запрошення Іллі Мечникова працював у Пастерівському інституті в Парижі, нагороджений французьким орденом Почесного легіону.
У 1897 році разом із професором Володимиром Високовичем брав участь у дослідженні й ліквідації епідемії чуми в Індії, у 1898 році у Внутрішній Монголії — у ліквідації тяжкої епідемії легеневої чуми.
У 1898–1919 роках — керівник кафедри медичної бактеріології Петербурзького жіночого медичного інституту, створив першу у Російській імперії самостійну кафедру медичної мікробіології.
У 1919—1923 роках був ректором Одеського медичного інституту.
У 1920 році організував першу у світі кафедру епідеміології в Одеському медичному інституті.
1923 року Заболотного було переведено в систему закладів Академії наук СРСР.
З 1926 року Данило Заболотний — дійсний член Академії наук СРСР.
У 1928 році переїхав у Київ.
У 1928–1929 роках Данило Кирилович обіймав посаду президента ВУАН (тепер Національна академія наук України), у складі якої заснував Інститут мікробіології та епідеміології (згодом Інститут мікробіології та вірусології імені Д. К. Заболотного НАН України).
Данила Кириловича Заболотного не стало 15 грудня 1929 року. Останніми його словами були:
|  | "Діти мої дорогі, любіть науку і правду". |

Поховали Данила Заболотного у рідному селі Чоботарці (нині с. Заболотне) поруч із дружиною Людмилою Радецькою.

## Наукова діяльність

Пам'ятник Данилу Заболотному на подвір'ї Інституту мікробіології і вірусології.

### Дослідження холери
У 1893 році разом із прозектором Іваном Савченком зробив на собі небезпечний дослід: випив живу холерну культуру, після попередньої пробної імунізації впродовж 28 днів, щоб довести ефективність імунізації через рот (цим досвідом покладено було початок методам ентеровакцинації).
Із щоденникового запису:
|  | «…Першого травня об 11-ій годині 30 хвилин натщесерце, нейтралізувавши свій шлунковий сік прийомом 100 см³ одновідсоткового розчину солі, ми в присутності професорів Підвисоцького та Леша, а також працівників лабораторії прийняли у воді 0,1 см³ 24-годинної бульйонної розводки холерних вібріонів, вирощених при температурі 37°С. Водночас з тієї ж пробірки було впорснуто двом дорослим кроликам у черевну порожнину: одному 0,5 см³ розводки, другому — 1 см³. Один з кроликів загинув надвечір, другий — вночі того ж дня, тобто не доживши доби. Дієта весь час після досліду залишалися нормальною. Самопочуття весь час після досліду було цілком задовільним. Жодних хворобливих явищ не помічалося з самого початку досліду і до останнього часу (9 травня). Д. Заболотний, І. Савченко.» |

На основі аналізу накопичених на холерних епідеміях матеріалів Заболотний зробив відкриття у медицині ‒ реальність пероральної імунізації людини проти холери, а також відкрив приховане бактеріоносійство.
Заболотний сформував профілактичну доктрину, яка стала провідною в боротьбі з холерою ‒це дія на джерело інфекції. Таким чином, Заболотний обґрунтував і експериментально довів можливість пероральної вакцинації людей проти холери (можливість імунізації проти холери при введенні вакцини через рот).
Понад 10 років (1900–1911) науковець боровся з холерою в Шотландії, Португалії, на Поволжі, в Одесі, Маньчжурії.
У 1918 році у Петрограді лютувала епідемія холери: з 1 по 18 червня 1918 року в лікарні міста надійшло 5444 хворих на холеру, з них померло 1611. Захворювали в день до 700 осіб.
|  | "Особливо важко було застосування масових запобіжних щеплень, — згадував Заболотний. — Головною перешкодою була недостача лабораторного посуду та поживних середовищ для приготування вакцин. Доводилося розшукувати і реквізувати агар в кондитерських, користуватися одеколонами флаконами як посудом, придумувати пристосування для обігрівання термостатів, замість ампул і пробірок застосовувати пляшки, але все-таки готувати необхідну кількість вакцини і пускати її в діло ". |

### Дослідження чуми
На початку 1897 року Заболотний з групою науковців виїхав на три місяці до Індії для вивчення страшної на той час хвороби — чуми. За результатами цієї експедиції були виявлені шляхи проникнення збудника до організму, захисна дія протичумної сироватки, ефективність сіркової терапії залежно від часу введення сироватки після зараження та ін.
Протягом 1897–1899 років Заболотний брав участь в експедиціях з боротьби з чумою в Індії, Внутрішній Монголії, Персії, Аравії, Месопотамії, Китаї.
Проте, треба було довести, що гризуни є джерелом інфекції чуми в природі, що люди заражаються чумою від гризунів. Без прямих доказів всі праці і пошуки залишалися безплідними. Заболотний натхненно продовжував шукати факти і тільки через 12 років докази були одержані.
|  | Об’їжджаючи степи, один з помічників Заболотного, студент Ісаєв, помітив тарбагана. Звичайно ляклива тварина швидко втікає і ховається в норі, а ця ледве пересувалась, зовсім не лякалась людини, яка наближалась. "Це хворий тарбаган, — виникнула думка у вченого. — Так ведуть себе звичайно ж лише хворі чумою". |

Ісаєву були добре відомі всі ознаки, і справді, хворі чумою гризуни виходять з нір, не лякаються людей, ходять як п'яні. У людей таке спостереження завжди було грізним передвісником чуми. Ісаєв зловив хворого тарбагана і приніс його Заболотному. Із організму тварини була виділена чиста культура чумних бактерій. Важливий ланцюг доказів був замкнутий. Думка Заболотного блискуче підтвердилась при подальших спостереженнях над степовими гризунами — ховрахами, мишами. Була доведена і роль бліх як переносників збудника чуми від хворих гризунів до людей.
Завдяки Заболотному було встановлено принцип географічного поширення чуми на земній кулі. Науковець довів, що носіями її в природі є дикі гризуни — епідеміологічне обстеження бактеріологічно підтвердженого спалаху чуми дало можливість заперечувати зв'язок чуми в Монголії з цією ж хворобою в інших регіонах. Також Заболотний сформулював оригінальну гіпотезу щодо причин ендемічності хвороби і зв'язку захворювання людей з епізоотіями серед гризунів, яку детально виклав у праці «Ендемічні вогнища чуми на земній кулі і причини її поширення» (1899).
Одного разу, зробивши розтин тарбаганів, у яких Заболотний з Ісаєвим встановили чуму, Данило Кирилович заразився, вколовшись голкою шприца, яким він брав гній із чумного бубона. Знаючи про смертельну небезпеку, Заболотний почав писати прощальні листи своїм рідним і близьким. Але на щастя, завдяки введенню йому протичумної сироватки, Данило Кирилович переніс чуму, спостерігаючи на собі її перебіг як лікар і науковець.

### Наукові праці
Опублікував понад 200 праць, присвячених головним чином вивченню трьох інфекційних хвороб — чуми, холери (у співпраці із Іваном Савченком) й сифілісу. Його наукові висновки базувались на багатому фактичному матеріалі, на подвижницькій практичній боротьбі з інфекційними захворюваннями. У 1897 році брав участь в експедиції з вивчення чуми в Індії, Аравії. У наступні роки керував експедиціями з вивчення спалахів чуми в Монголії, Китаї, на Забайкаллі, в Ірані, Аравії, Месопотамії, в Киргизьких степах, Поволжі, Туркестані, Шотландії, Маньчжурії та ін. Заболотний слідом за Пастером багато зробив у вивченні та трактуванні ролі мікробіологічного чинника, біологічних властивостей збудників різних захворювань у виникненні, розвитку та згасанні епідемій, що і принесло йому світове визнання.
Найважливіші роботи:
- «Про фосфоресценцію живих організмів» («Записки Новороссийского Общества Естествоиспытателей», т. XVII);
- «Дослідження по холері» («Centralblatt für Bact.», т. XV, 1894; «Deutsche Med. Woch.», 1893);
- «Дослідження по чумі» («Архив Патологии Подвысоцкого», т. III; «Annales Pasteur», 1900);
- «Імунітет при заразливих хворобах» («Centralbl. für Bact.», т. XV, 1894 и «Архив Патологии Подвысоцкого», т. III; «Аглютинація при тифі» («Архив Патологии Подвысоцкого», т. III);
- «Про внутріклітинні ферменти лейкоцитів» (ib., 1903)

## Родина
Мав молодшого брата — Івана Заболотного — депутата Першої Державної Думи Російської імперії.

## Вшанування пам'яті
- Ім'я Данила Заболотного носить Інститут мікробіології і вірусології НАН України, який він заснував 1929 року, та вулиця на південній околиці Голосіївського району Києва, на якій розташовані цей та декілька інших інститутів НАН України біологічного профілю, а також Вінницький медичний коледж ім. акад. Д.К. Заболотного, вулиця в Одесі.

- У місті Городок Хмельницької обл. пров. В. Котика перейменували на вулицю Академіка Заболотного.
- Вулиці Олексія Вадатурського